# Fuente de Barenton

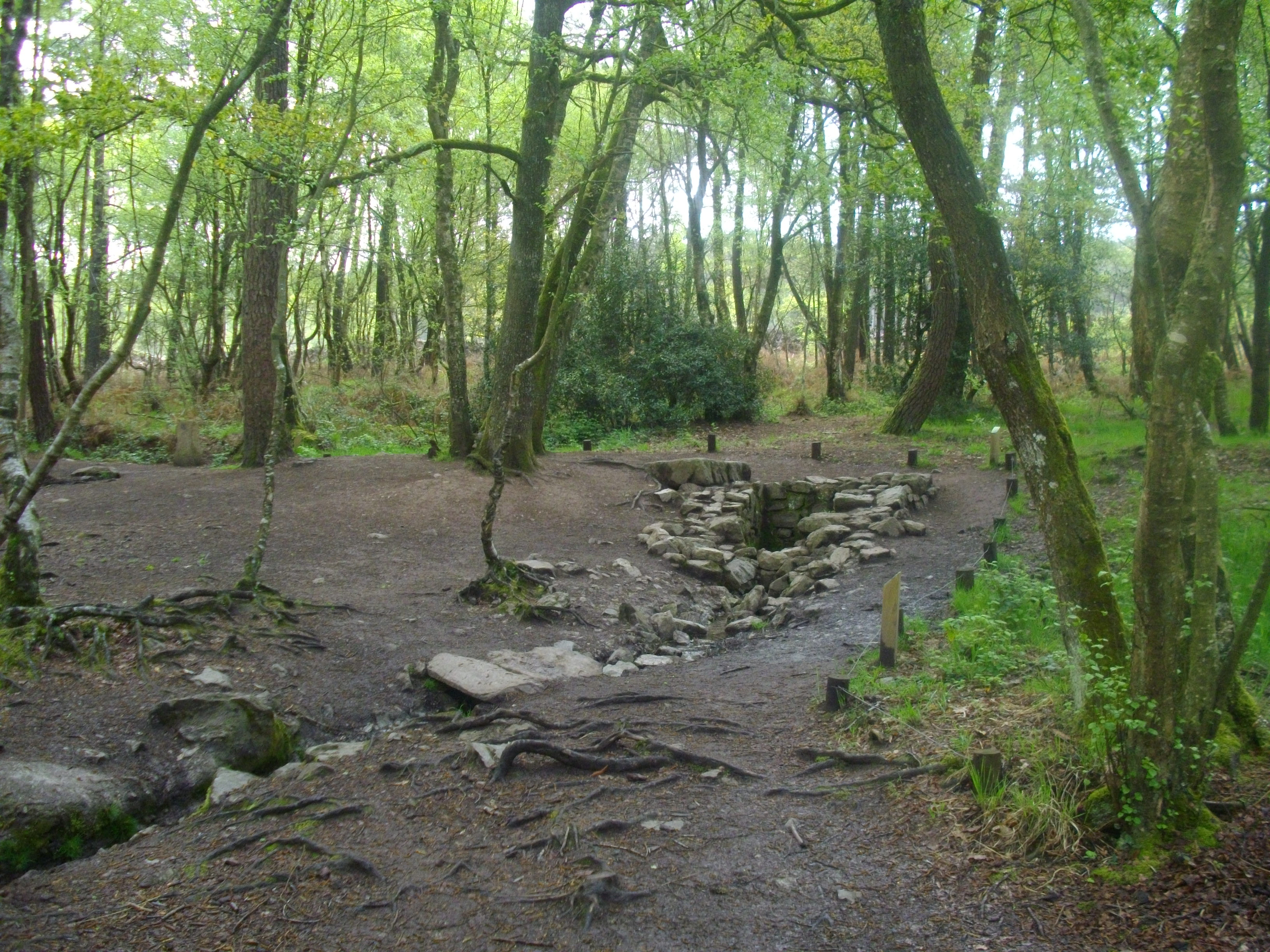
Fuente de Barenton

La fuente de Barenton es una fuente situada en la Bretaña francesa, en el bosque de Paimpont. Está considerada como un sitio legendario en Brocelianda según los textos del ciclo artúrico.
Se menciona en varias fuentes medievales, en particular en la crónica anglo-normanda del Roman de Rou escrita por Wace, de alrededor del 1160, como una fuente que puede desencadenar tormentas. A finales del siglo XII, se asoció con las leyendas artúricas y se convirtió en un lugar de pruebas para los Caballeros de la corte de Bretaña. Fue popularizada por los románticos del siglo XIX y se ha convertido en uno de los sitios turísticos vinculados a la leyenda del rey Arturo en Bretaña. Está clasificada como site classé.

La fontaine de Berenton sort d'une part lez le perron aler i solent veneor a Berenton par grant chalor, e a lor cors l'eve espuiser e le perron desus moillier por ço soleient pluie aveir.
Wace, Roman de Rou, versos 11 518 a 11 524

Wace menciona en su crónica el bosque de «Bréchéliant» (es decir Brocelianda) « dont les Bretons vont souvent fablant » y describe a la fuente como una «maravilla». Según su texto, en temporadas de sequía, los bretones van a la fuente, recogen agua y la vierten por donde surge el agua para provocar la lluvia. Deseoso de ver el prodigio sí mismo, Wace relata que fue él mismo al sitio, pero no encontró nada, «fol m'en revins, folie quis, por fol me tins».

## Etimología
Para Alan J. Raude, la «Berenton» de Wace proviene de la unión de la raíz indoeuropea bher (burbuja) y el celta andon (fuente). Según Jean-Marie Plonéis «Barenton», el nombre más usado, deriva de la palabra bar que indica una parte superior o colina, dando lugar a la fuente de la colina. Según una tercera explicación las variantes Belenton y Balenton por el prefijo «Bel», provienen del dios celta Belenos, fuente de Bel.